# Gian Galeazzo Sforza
Gian Galeazzo Maria Sforza, född 20 juni 1469, död 22 oktober 1494, var hertig av Milano från 1476 till sin död. Han var äldste son till familjen Galeazzo Maria Sforza och Bona av Savojen. Han levde under nästan hela sin regeringstid under bevakning och kontroll av sin farbror Ludovico Sforza, som misstänks ha förgiftat honom. 

## Biografi
Han blev hertig vid sju års ålder 1476, och stod först under förmynderskap av sin mor Bona. Hans farbror Ludovico Sforza kidnappade honom år 1481 och tvingade honom att avsätta sin mor och utse sin farbror till sin förmyndare och regent. Hans farbror fortsatte att regera även efter att Gian Galeazzo hade uppnått den ålder han i normala borde ha blivit myndigförklarad och fått börja regera själv. 
Han gifte sig 1488 med Isabella av Aragonien. Äktenskapet arrangerades av hans farbror, som höll paret under bevakning. Gian Galeazzo och hans hustru tilläts leva ett påkostat hovliv i Pavia, men hölls borta från allt inflytande över politiken. 
Han avled vid tjugofem års ålder. Han misstänktes för att ha blivit förgiftad av sin farbror, som efterträdde honom som hertig. 

## Barn
- Francesco Maria Sforza (1491–1512)
- Ippolita Maria Sforza (1493–1501)
- Bona Sforza av Milano (1494–1557), polsk drottning gift med Sigismund I av Polen

## Galleri

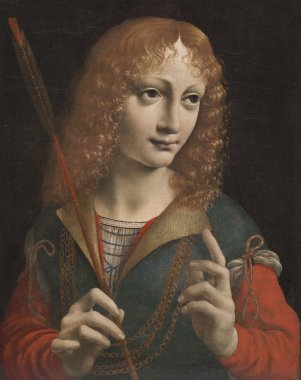
Förmodat porträtt av Gian Galeazzo Sforza